# Allan Asplund
Allan Asplund, född 19 mars 1906 i Hangö, död 5 oktober 1961 i Helsingfors, var en finländsk journalist. 
Aslund blev 1928 medlem i Finlands kommunistiska parti (FKP), därefter redaktör för Nya Folkbladet i Vasa och satt några år i fängelse i början av 1930-talet. Han hölls internerad under fortsättningskriget 1941–1944 och utgav senare boken Upplevelser i finska koncentrationsläger (1949). Han blev förste redaktör för Folktidningen 1944 och behöll denna post (som redaktionssekreterare) till sin död.